# Mystery House
Mystery House è un'avventura testuale scritta e ideata da Roberta e Ken Williams, fondatori della On-Line Systems (ora Sierra Entertainment), per Apple II. È il primo videogioco di avventura dotato di grafica, 70 semplici schermate monocrome disegnate da Roberta Williams; prima di allora le avventure erano puramente testuali anche nelle descrizioni. Per questo motivo la rivista GamePro lo ha incluso nella lista dei 52 titoli più importanti di tutti i tempi.

## Trama

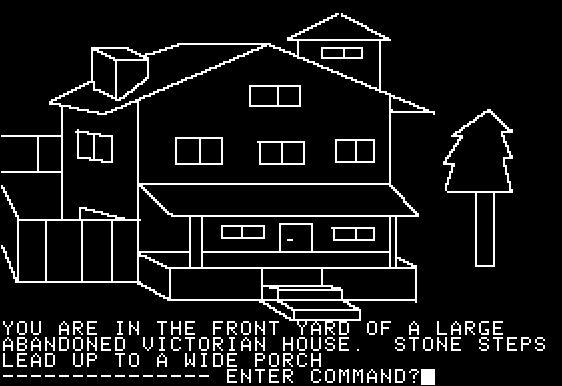
La villa

Il gioco inizia davanti ad una villa vittoriana abbandonata. Una volta al suo interno scopriremo altre sette persone, ma ad un certo punto qualcuno comincerà ad uccidere tutti: dovremo scoprire chi è l'assassino prima di essere la prossima vittima. C'è inoltre un tesoro nascosto da trovare nella casa.

## Modalità di gioco
Il gioco riconosce un vocabolario di circa 300 parole in inglese, in semplici frasi di due parole.
Le illustrazioni sono disegni schematici monocromi, fatti di linee bianche su sfondo nero, prive di effetti di riempimento.
C'è un'opzione per salvare la partita in corso, ma si ha una sola posizione di salvataggio sullo stesso disco del programma.

## Sviluppo
L'idea della creazione di Mystery House venne a Roberta e Ken Williams dopo avere giocato all'avventura testuale Colossal Cave Adventure: Roberta pensò che la presenza di grafica avrebbe reso l'esperienza più immersiva e gratificante. Cominciò a pensare alla trama, ispirata al romanzo Dieci piccoli indiani di Agatha Christie ma anche al gioco da tavolo Cluedo, e con l'aiuto di Ken che si occupava del codice lo realizzarono in qualche nottata sul loro Apple II: in particolare Ken riuscì, grazie ad alcune "finezze" programmative, a inserire tutta la grafica (disegnata da Roberta con una tavoletta grafica) nonostante la limitata memoria della macchina di Steve Wozniak. Cominciarono a venderlo attraverso un negozio di software locale, e con grande sorpresa diventò un enorme successo: vendette più di 10 000 copie, cifra enorme per il 1980. Questo portò gli Williams a fondare la On-Line Systems, poi Sierra On-Line.
Nel 1982 il gioco venne ripubblicato (con grafica migliorata) sotto l'etichetta SierraVenture; in seguito venne reso di pubblico dominio dagli stessi autori.

## Eredità

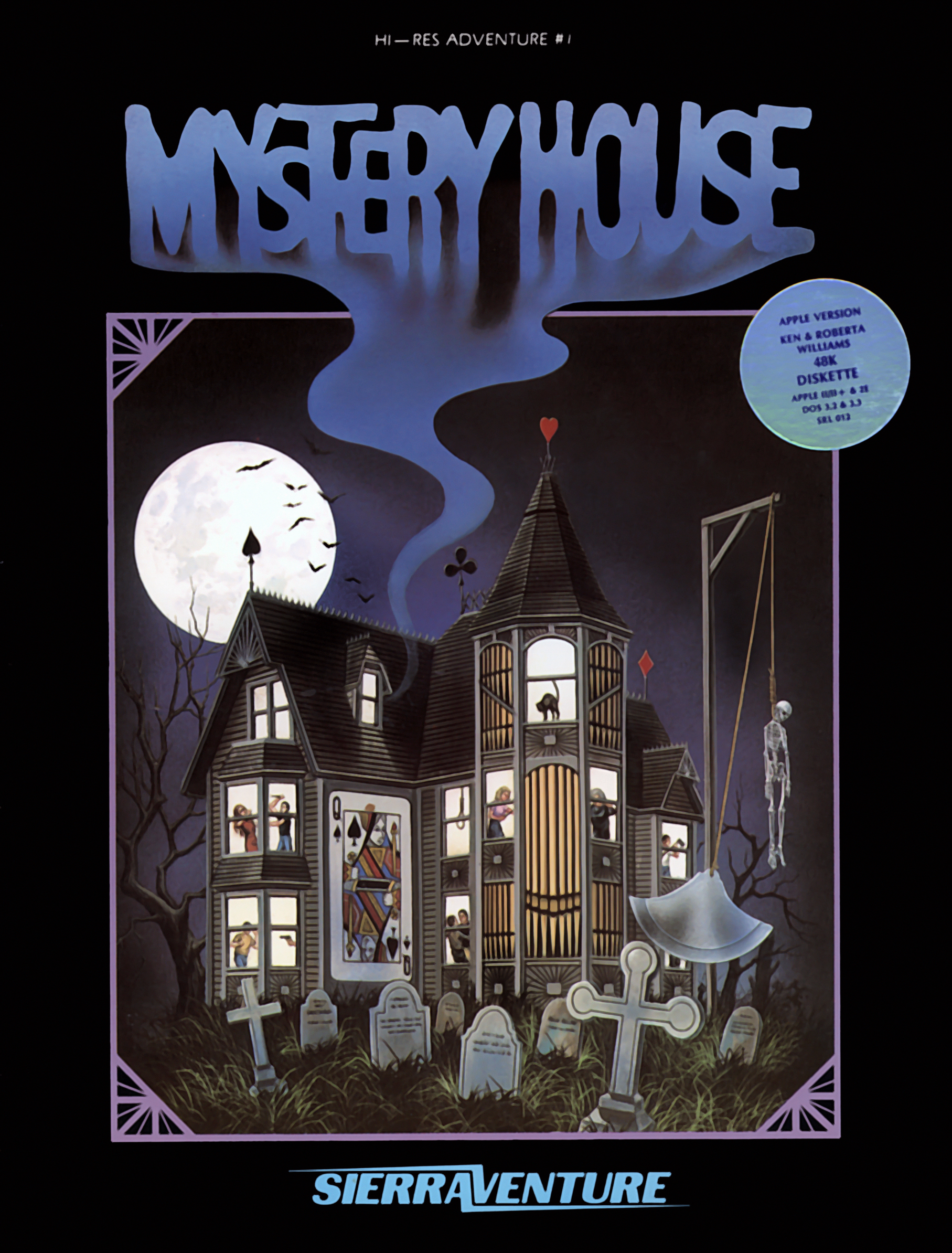
Confezione

Mystery House venne inoltre incluso, come n°1, nella serie di avventure Hi-Res Adventure (lett. "avventura ad alta risoluzione") che On-Line Systems pubblicò successivamente, con meccanica di gioco simile. A Mission Asteroid venne assegnato il numero 0 perché introduttivo dal punto di vista della difficoltà, ma fu Mystery House il primo titolo prodotto.
- Hi-Res Adventure #0: Mission Asteroid (1980)
- Hi-Res Adventure #1: Mystery House (1980)
- Hi-Res Adventure #2: Wizard and the Princess (1980)
- Hi-Res Adventure #3: Cranston Manor (1981)
- Hi-Res Adventure #4: Ulysses and the Golden Fleece (1981)
- Hi-Res Adventure #5: Time Zone (1982)
- Hi-Res Adventure #6: The Dark Crystal (1983)

A partire da Wizard and the Princess vennero introdotte le immagini a colori.
Sebbene privo di seguiti, molti elementi di Mystery House sono stati utilizzati in The Colonel's Bequest della stessa Sierra, avventura del 1989.